# Щербова, Ольга Осиповна
Ольга Осиповна Щербова (в девичестве Алексеева) — советская спортсменка по хоккею с мячом.

## Карьера
Выступала за ленинградские «Завод им. К.Маркса», «ЛОС» и «Динамо» и московские команды «Динамо» и «Буревестник». Одна из сильнейших нападающих женского отечественного хоккея. В розыгрышах Кубка СССР забила 30 голов в 24 матчах. Мастер спорта по хоккею с мячом. С 1937 по 1941 выступала за сборную Ленинграда.

## Семья
- Щербов, Владимир Георгиевич — муж
- Щербов, Евгений Георгиевич — деверь — брат мужа

## Достижения
хоккей с мячом
- Кубок СССР
  - Обладатель (2): 1945, 1947
  - Финалист: 1946
- Чемпионат ВЦСПС
  - Чемпион: 1935
- Чемпионат Ленинграда
  - Чемпион (4): 1938, 1939, 1940, 1941
- Чемпионат Москвы
  - Чемпион (2): 1945, 1946
- Кубок Москвы
  - Обладатель: 1945

конькобежный спорт
- Чемпионат Ленинграда
  - Чемпион (100 и 500 м.): 1935